# Ixora pubirama
Ixora pubirama är en måreväxtart som beskrevs av Cornelis Eliza Bertus Bremekamp. Ixora pubirama ingår i släktet Ixora och familjen måreväxter. Inga underarter finns listade i Catalogue of Life.